# Intermediario

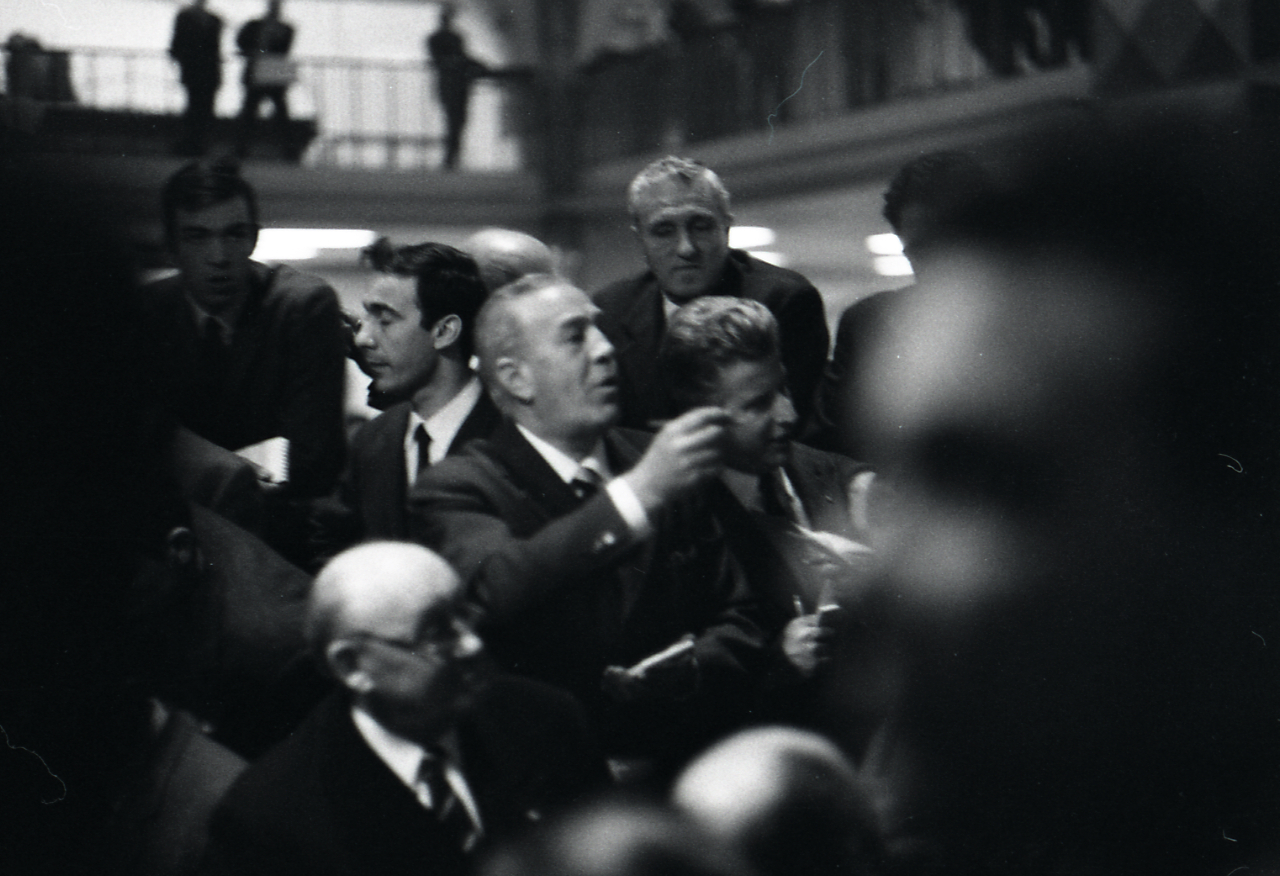
Intermediari finanziari nella Borsa di Milano impegnati nelle contrattazioni in una foto di Paolo Monti del 1968

Un intermediario (in lingua inglese broker), nel campo dell'economia è una persona e un ente che organizza le transazioni tra un acquirente e un venditore, guadagnando una commissione quando viene concluso l'affare.

## Descrizione
Classicamente si distingue fra colui che effettua una intermediazione e un mediatore intendendo che il primo agisce in rappresentanza degli interessi di una o più fra le parti, ma non tutte, mentre il secondo, il cui ruolo è mediare, è imparziale rappresentante di tutte le parti. Se un intermediario può avere relazioni significative con le parti che rappresenta, il mediatore invece non potrebbe averne, a rischio e pena di scadere nel conflitto di interessi. Anche i contratti con i quali si legittima l'interposizione sono distinti nella maggior parte dei sistemi giuridici nei quali sono tipizzati: l'intermediario opera in termini generalmente riconducibili a rapporti di mandato, mentre il mediatore riceve incarico di mediazione.
In alcuni ordinamenti la figura dell'intermediario può essere distinta da quella del rappresentante (rappresentante di commercio, venditore dipendente) che è colui che agisce in nome e per conto di un committente.
L'intermediario è soggetto terzo rispetto alle parti che concludono l'affare. Un intermediario che agisse anche come venditore o come acquirente è infatti direttamente parte dell'affare, e pertanto la qualificazione della sua terzietà rispetto alle parti dipende dal grado della sua partecipazione, non potendo esservi interposizione nell'agire in proprio. 
In generale, si tratta di un agente indipendente ampiamente utilizzato in alcuni settori. Funzione primaria dell'intermediario è quella di mettere assieme i venditori e gli acquirenti, quindi un intermediario, così come un mediatore, è il terzo facilitatore tra un acquirente e un venditore.

## Differenze rispetto al mediatore
Gli intermediari possono anche fornire considerevoli informazioni di mercato in materia di prezzi, prodotti e le condizioni di mercato. Gli intermediari possono rappresentare il venditore o l'acquirente, ma la contemporanea rappresentanza di entrambi è prerogativa del mediatore. Un esempio di intermediario è l'agente di cambio, che opera la vendita o l'acquisto di titoli per conto del suo cliente e nel suo esclusivo interesse. Gli intermediari, spesso organizzati in agenzie, giocano un ruolo fondamentale nella vendita di azioni, obbligazioni e altri servizi finanziari e sono tenuti ad operare nell'interesse del committente. Un esempio di mediatore è invece l'agente immobiliare, che facilita la vendita di un bene immobile operando nell'interesse di venditore e acquirente.

## Aspetti utilitari
Vi sono diversi vantaggi nell'utilizzare un intermediario. In primo luogo, i mediatori conoscono il loro mercato e hanno già stabilito relazioni con i potenziali clienti. Gli intermediari hanno gli strumenti e le risorse per raggiungere la più grande base possibile di acquirenti. Verificano poi questi potenziali acquirenti in base alle entrate che possano sostenere la potenziale acquisizione. Un singolo produttore, d'altra parte, in particolare uno nuovo nel mercato, probabilmente non avrà lo stesso accesso ai clienti. Un altro vantaggio è il costo: potrebbe essere più economico in mercati più piccoli, con ridotto ammontare di denaro o per una linea limitata di prodotti.
Prima di assumere un intermediario, si può considerare prudente effettuare una verifica dei requisiti in suo possesso. I professionisti con alcuni titoli, come i mediatori immobiliari, spesso devono possedere dei rigidi requisiti di legge per operare, mentre altri, come i mediatori dell'aviazione, in genere non hanno alcuna autorizzazione formale o requisiti di formazione.

## Tipologie
- Agente di cambio
- Agente di commercio
- Agente immobiliare
- Intermediario assicurativo
- Information broker
- Mediatore creditizio
- Mediatore finanziario
- Raccomandatario marittimo